# José Schulz
José Schulz (* 10. Juli 1968 in Frankfurt am Main) ist ein deutscher Diplomat. Seit August 2022 ist er Botschafter der Bundesrepublik Deutschland in Bolivien und leitet als solcher die Botschaft La Paz.

## Leben
Schulz wurde am 10. Juli 1968 in Frankfurt/Main geboren. Er legte im Jahr 1987 die Abiturprüfung am Hertzhaimer-Gymnasium in Trostberg ab. Seinen Grundwehrdienst leistete er von 1987 bis 1988 beim Gebirgsjägerbataillon 232 in Bischofswiesen. Er studierte von 1988 bis Ende 1992 Betriebswirtschaftslehre an den Universitäten Passau und Barcelona. Daran anschließend absolvierte er ein Promotionsstudium am Lehrstuhl für Volkswirtschaftslehre mit Schwerpunkt Geld- und Außenwirtschaft der Universität Passau, das er 1997 mit Erlangung des Grades eines Doktors der Wirtschaftswissenschaften abschloss.
Nach erfolgreicher Teilnahme am Auswahlverfahren des Auswärtigen Amts folgte in den Jahren 1997 bis 1999 der Vorbereitungsdienst für den höheren Auswärtigen Dienst in Bonn. 1999 legte er die Laufbahnprüfung ab und wurde zunächst bis 2001 als Referent im Referat für Außenwirtschaftsförderung der Zentrale des Auswärtigen Amts eingesetzt. Im Jahr 2001 wurde Schulz in die Botschaft Mexiko-Stadt versetzt, wo er zunächst ein Jahr lang im Referat für Wirtschaft und wirtschaftliche Zusammenarbeit, dann ab 2002 im Referat für Presse- und Öffentlichkeitsarbeit sowie Protokoll eingesetzt wurde.
In den Jahren von 2004 bis 2007 war Schulz in der Botschaft Washington, Vereinigte Staaten, im Pressereferat tätig. Zurück in der Zentrale des Auswärtigen Amts in Berlin folgte bis 2008 ein kurzer Einsatz als Referent im Referat für die Referat Gemeinsame Außen- und Sicherheitspolitik der Europäischen Union. Anschließend wurde er bis 2012 mit der stellvertretenden Leitung des Südeuropa-Referats betraut.
Der nächste Auslandseinsatz führte Schulz 2012 in die Botschaft Neu Delhi, Indien, wo er bis 2014 das Wirtschaftsreferat leitete. Zurück in der Zentrale des Auswärtigen Amts leitete Schulz von 2014 bis 2015 das Pakistan-Team im Arbeitsstab Afghanistan Pakistan. Darauf folgend wurde ihm von 2015 bis 2020 die Leitung des Referats für Energieaußenpolitik und Dekarbonisierung übertragen. Von 2020 bis 2022 schloss sich die Leitung des Referats für die Umsetzung der deutschen humanitären Hilfe in Ländern und Regionen an.
Seit August 2022 leitet Schulz als außerordentlicher und bevollmächtigter Botschafter im Plurinationalen Staat Bolivien die Botschaft La Paz.